# زوبره
زوبره (به لهستانی:  Zubry) یک روستا در لهستان است که در گمینا گرودک واقع شده‌است. زوبره ۱۹۰ نفر جمعیت دارد.